# Partido Regionalista Extremeño
El Partido Regionalista Extremeño (PREx) es un partido político regionalista de Extremadura (España), fundado y dirigido por Estanislao Martín Martín. Es uno de los componentes de la federación de partidos Coalición Extremeña.
El Partido Regionalista Extremeño fue inscrito en el registro de partidos políticos del Ministerio del Interior en enero de 1990.
En las elecciones autonómicas del año siguiente obtuvo 8.643 votos (1,50%), que no le permitieron obtener representación. En las elecciones a la Asamblea de Extremadura de 1995 se unieron a Convergencia Regionalista de Extremadura (CREx) y Extremadura Unida para formar una coalición electoral, Coalición Extremeña, que obtuvo el 3,86% y un escaño. Extremadura Unida abandonó posteriormente la coalición, pero desde entonces PREx y CREx han mantenido su alianza. En 2003, Coalición Extremeña pasó a definirse como una federación de partidos, unificándose en una única estructura los dos partidos que la componen.